# Histoire de l'énergie nucléaire
Les origines de l'histoire de l'énergie nucléaire remontent à la fin de la Seconde Guerre mondiale, lorsque la recherche s'est concentrée sur les applications civiles de la technologie nucléaire.

## Origines
En 1932, le physicien Ernest Rutherford découvrait que lorsque des atomes de lithium étaient « cassés » par des protons issus d'un accélérateur, de grandes quantités d'énergie étaient libérées conformément au principe d'équivalence masse-énergie. Cependant, Rutherford (et d'autres pionniers de la physique nucléaire tels que Niels Bohr et Albert Einstein) pensaient qu'exploiter la puissance de l'atome à des fins pratiques dans un avenir proche était peu probable. La même année, l'étudiant en thèse de Rutherford, James Chadwick, découvrait le neutron. Des expériences de bombardement de matériaux avec des neutrons ont conduit Frédéric et Irène Joliot-Curie à la découverte de la radioactivité induite en 1934, qui a permis la création d'éléments similaires au radium. D'autres travaux dans les années 1930, par Enrico Fermi, se sont concentrés sur l'utilisation de neutrons lents pour augmenter l'efficacité de la radioactivité induite. Des expériences bombardant de l'uranium avec des neutrons ont conduit Fermi à penser qu'il venait de créer un nouvel élément transuranien, qui a été surnommé hespérium.
En 1938, les chimistes allemands Otto Hahn et Fritz Strassmann, ainsi que la physicienne autrichienne Lise Meitner et le neveu de Meitner, Otto Robert Frisch, ont mené des expériences avec les produits du bombardement de l'uranium par des neutrons, pour étudier plus en détails les affirmations de Fermi. Ils ont déterminé que le neutron, relativement petit, cassaient le noyau des atomes d'uranium massifs en deux morceaux à peu près égaux, contredisant Fermi. Le résultat était extrêmement surprenant ; toutes les autres formes de désintégration nucléaire n'impliquaient que des petits changements dans la masse du noyau, alors que ce processus (appelé « fission » en référence à la biologie) impliquait une rupture complète du noyau. De nombreux scientifiques, dont Leó Szilárd fut l'un des tout premiers, reconnaissaient que si les réactions de fission libéraient des neutrons supplémentaires, une réaction nucléaire en chaîne auto-entretenue pourrait en résulter,. Dès que ceci fut expérimentalement confirmé et annoncé par Frédéric Joliot-Curie en 1939, des scientifiques de nombreux pays (dont les États-Unis, le Royaume-Uni, la France, l'Allemagne et l'Union soviétique) ont adressé une pétition à leurs gouvernements pour qu'ils soutiennent la recherche sur la fission nucléaire, à l'aube de la Seconde Guerre mondiale, pour le développement d'une arme.

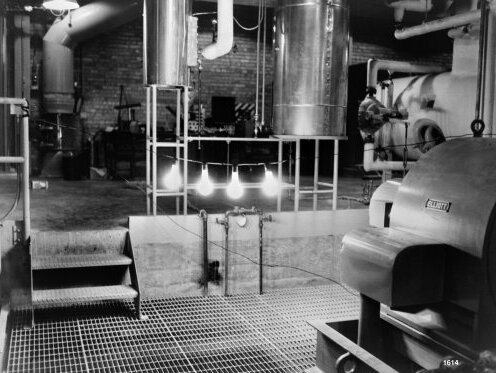
Les premières ampoules allumées par de l'électricité générée par l'énergie nucléaire à EBR-1 au Laboratoire national d'Argonne-Ouest, le 20 décembre 1951. En tant que premier réacteur refroidi par métal liquide, il a permis de démontrer le principe du réacteur surgénérateur de Fermi pour maximiser l'énergie pouvant être obtenue à partir de l'uranium naturel, qui à l'époque était considéré comme rare.

Aux États-Unis, où Fermi et Szilárd avaient tous deux émigré, la découverte de la réaction en chaîne a permis la construction du premier réacteur artificiel, le réacteur de recherche connu sous le nom de « Chicago Pile-1 », qui est devenu critique le 2 décembre 1942. Le développement du réacteur faisait partie du projet Manhattan, l'effort produit par les alliés pour créer des bombes atomiques pendant la Seconde Guerre mondiale, et il a permis la construction de réacteurs de production à usage unique plus grands, tels que la « Pile X-10 », pour la production de plutonium de qualité militaire, destiné à la fabrication des premières armes nucléaires. Les États-Unis ont finalement testé la première bombe nucléaire le 16 juillet 1945, au cours du test Trinity. Les bombardements atomiques d'Hiroshima et de Nagasaki ont eu lieu moins d'un mois plus tard.
En août 1945, le premier compte rendu sur l'énergie nucléaire, le livre The Atomic Age, est publié et est largement diffusé. Il discutait des utilisations pacifiques de l'énergie nucléaire dans le futur et décrivait un avenir où les combustibles fossiles resteraient inutilisés. Glenn Seaborg, lauréat du prix Nobel de chimie en 1951, et qui a ensuite présidé la Commission de l'énergie atomique des États-Unis, aurait déclaré : « il y aura des navettes terre-lune à propulsion nucléaire, des cœurs artificiels à énergie nucléaire, des piscines chauffées au plutonium pour les plongeurs autonomes, et bien plus encore ».
Au cours du même mois, avec la fin de la guerre, Seaborg et d'autres déposaient des centaines de brevets initialement classifiés, et tout particulièrement le brevet #2 736 696 d'Eugene Wigner et Alvin Weinberg, sur un concept de réacteur à eau légère (en anglais : light-water reactor, ou LWR) qui deviendra plus tard le réacteur principal des États-Unis pour la propulsion navale et prendra ensuite la plus grande partie du paysage commercial de la fission à des fins de production électrique. Le Royaume-Uni, le Canada et l'URSS se sont intéressés à la recherche et au développement de l'énergie nucléaire vers la fin des années 1940 et le début des années 1950.
De l'électricité a été produite pour la première fois à partir d'un réacteur nucléaire le 20 décembre 1951, à la station expérimentale EBR-I près d'Arco, dans l'Idaho. Il produisait initialement environ 100 kW,. En 1953, le président américain Dwight Eisenhower prononçait son discours « Des atomes pour la paix » aux Nations unies, soulignant la nécessité de développer rapidement les usages « pacifiques » de l'énergie nucléaire. À la suite de ce discours, la loi sur l'énergie atomique de 1954, qui permit une déclassification rapide de la technologie des réacteurs américains, était promulguée. Elle encourageait le développement dans le secteur privé.
Le F-1 (le « First Physical Reactor ») était un réacteur de recherche exploité par l'Institut Kurchatov à Moscou, en Russie. Lors de sa mise en service le 25 décembre 1946, il est devenu le premier réacteur nucléaire en Europe à réaliser une réaction en chaîne auto-entretenue.

## Premières années

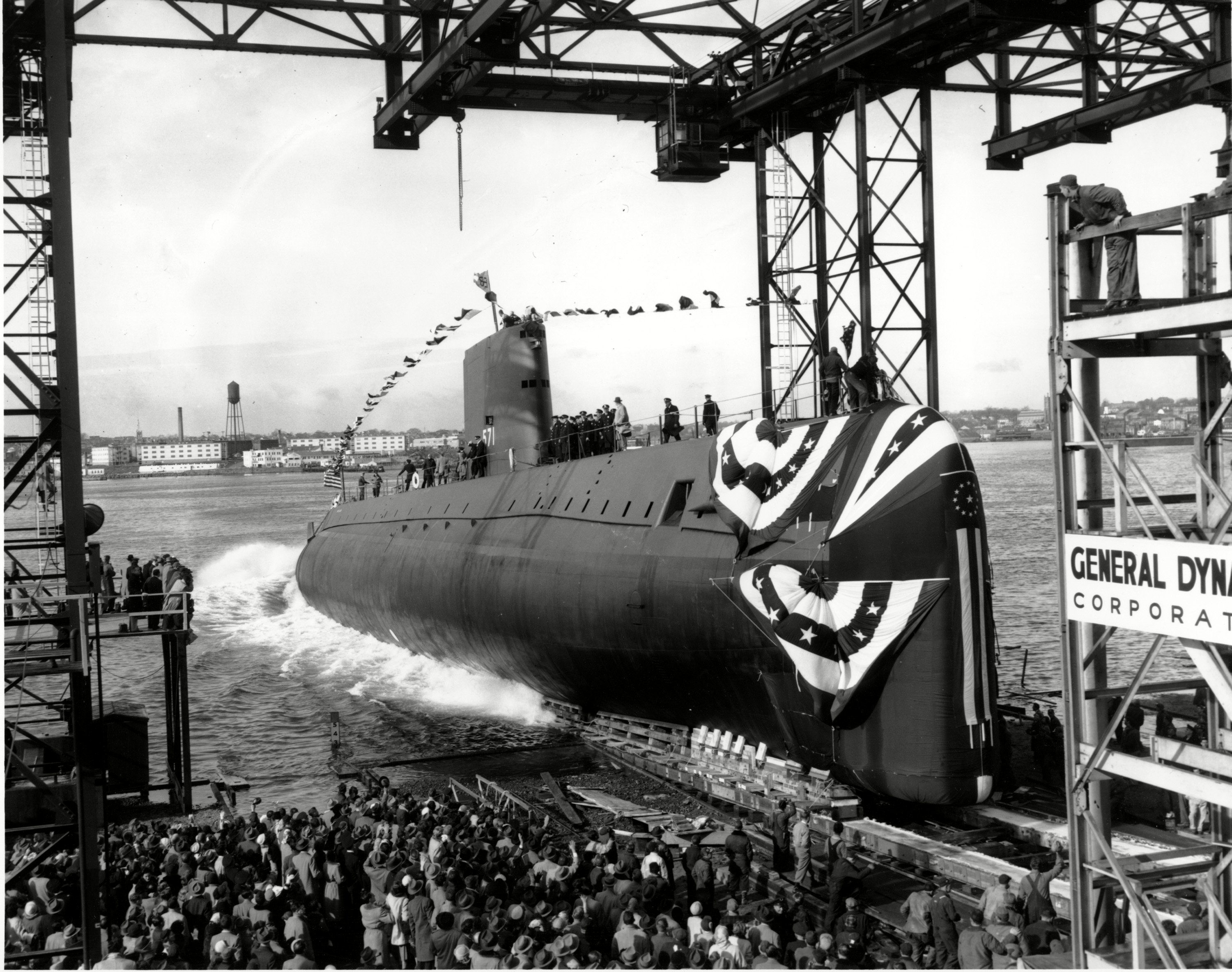
La cérémonie de lancement de l' en janvier 1954. En 1958, il est devenu le premier navire à atteindre le pôle Nord.

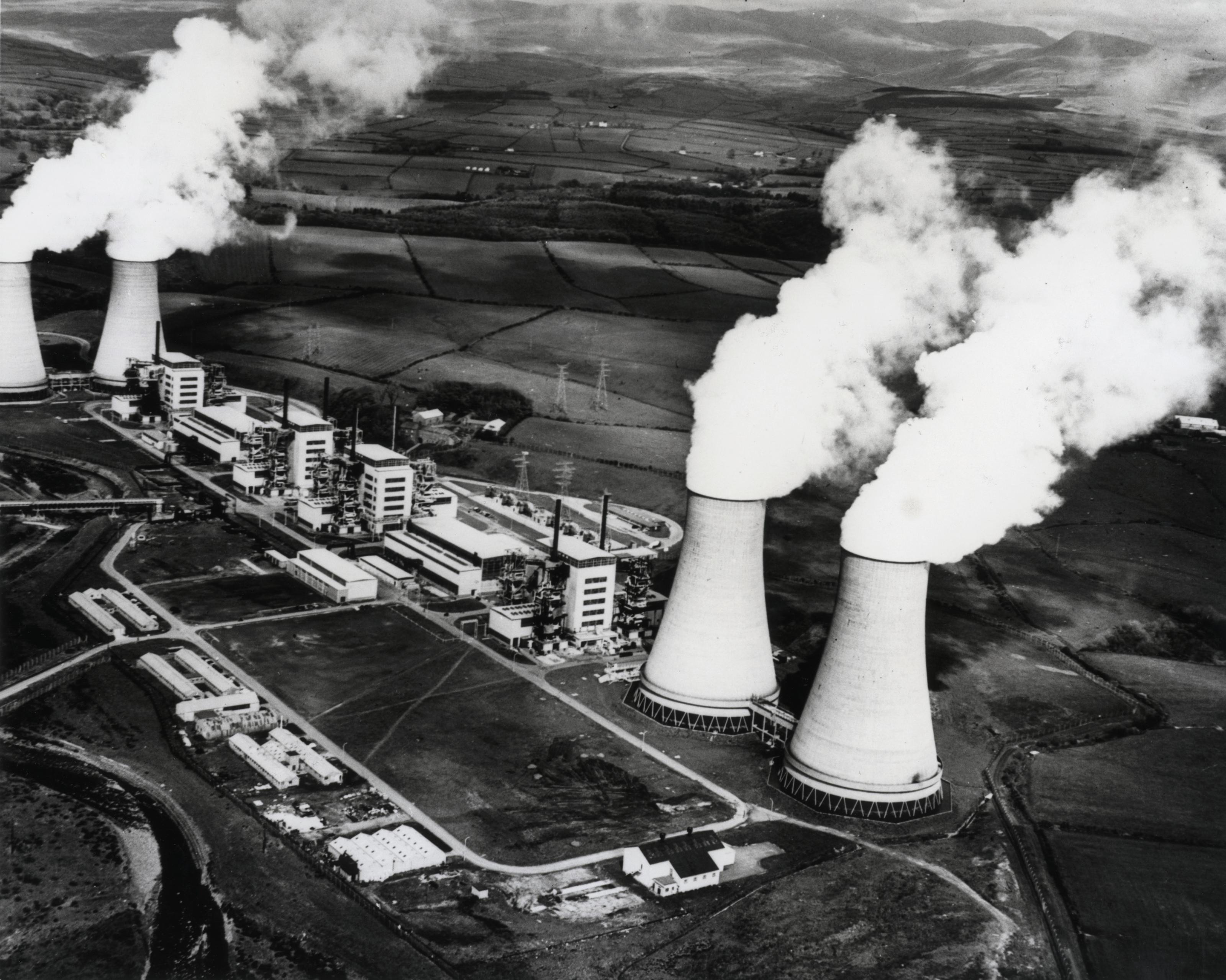
La centrale nucléaire de Calder Hall au Royaume-Uni est la première centrale nucléaire commerciale au monde.

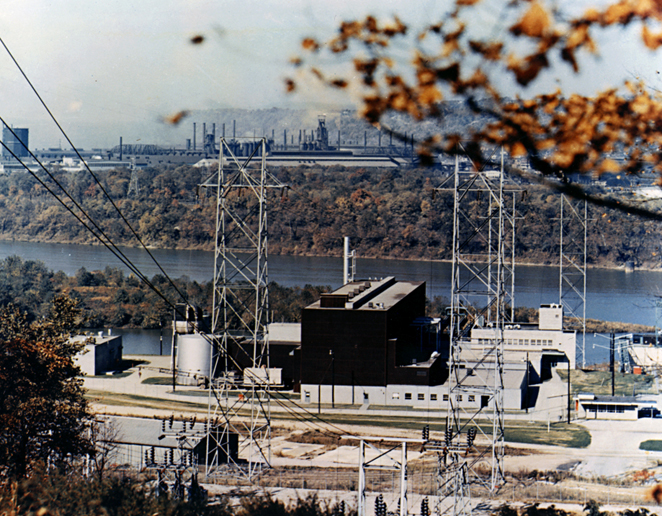
La centrale nucléaire de 60 MWe de Shippingport en Pennsylvanie est la première centrale nucléaire commerciale des États-Unis.

Comparaison de la taille des cuves des conceptions de réacteurs de génération II. Le PWR est le plus compact et a la densité de puissance la plus élevée. Il est donc le mieux adapté pour les sous-marins.

La première organisation à développer l'énergie nucléaire était l'US Navy, avec le réacteur S1W (en) destiné à propulser des sous-marins et des porte-avions. Le premier sous-marin à propulsion nucléaire, USS Nautilus, a été mis à la mer en janvier 1954,. Le réacteur S1W était un réacteur à eau pressurisée (en anglais : Pressurized water reactor, ou PWR). Cette conception a été choisie car elle était plus simple, plus compacte et plus facile à utiliser par rapport aux conceptions alternatives, et donc plus adaptée à une utilisation dans les sous-marins. Cette décision fera également du PWR le réacteur de choix pour la production d'électricité, ce qui aura un impact durable sur le marché civil de l'électricité dans les années qui ont suivi.
Le 27 juin 1954, la centrale nucléaire d'Obninsk en URSS est devenue la première centrale nucléaire au monde à envoyer de l'électricité sur un réseau électrique, produisant environ 5 MWe. La première centrale nucléaire commerciale au monde, Calder Hall à Windscale, en Angleterre, a été connectée au réseau électrique national le 27 août 1956. De même qu'un certain nombre d'autres types de réacteurs de génération I, la centrale avait le double objectif de produire de l'électricité et du plutonium 239, ce dernier devant fournir le programme d'armement nucléaire du Royaume-Uni. Il avait une capacité initiale de 50 MWe par réacteur (200 MWe au total),, et il était le premier d'une flotte de réacteurs à double objectif de type MAGNOX.
Le programme d'énergie nucléaire de l'armée américaine a officiellement débuté en 1954. Sous sa gestion, le réacteur SM-1 de 2 mégawatts, à Fort Belvoir en Virginie, est devenu le premier réacteur de capacité industrielle à fournir de l'électricité aux États-Unis lorsqu'il a été connecté au réseau commercial (VEPCO) en avril 1957. La première centrale nucléaire commerciale à devenir opérationnelle aux États-Unis a été le réacteur Shippingport de 60 MW (en Pennsylvanie) en décembre 1957. Issu d'un contrat de porte-avion à propulsion nucléaire qui avait été annulé, la centrale utilisait une conception de réacteur PWR. Son adoption précoce, son verrouillage technologique et sa familiarité avec le personnel naval à la retraite ont établi le PWR comme le concept de réacteur civil prédominant aux États-Unis, statut qu'il conserve encore aujourd'hui.
En 1957, EURATOM est créé en même temps que la Communauté économique européenne (cette dernière est aujourd'hui l'Union européenne). La même année a également vu le lancement de l'Agence internationale de l'énergie atomique (AIEA).
Le premier accident nucléaire majeur s'est produit avec le réacteur expérimental militaire SL-1 de 3 MW de la National Reactor Testing Station, au laboratoire national de l'Idaho. Ce dernier était dérivé du concept de réacteur à eau bouillante (en anglais : Boiling water reactor, ou BWR), développé au cours des expérimentations BORAX, et il a atteint pour la première fois la criticité opérationnelle et a été connecté au réseau en 1958. Pour des raisons inconnues, en 1961, un technicien a retiré une barre de contrôle environ 55 cm de plus que les 10 cm prescrits. Cela a entraîné une explosion de vapeur qui a tué les trois membres de l'équipe et provoqué une fusion du cœur,. L'événement a finalement été classé 4 sur l'échelle INES (acronyme de l'anglais International nuclear event scale) qui comporte 7 niveaux. Un autre accident grave s'est produit en 1968, lorsque l'un des deux réacteurs refroidis par métal liquide à bord du sous-marin soviétique K-27 a subi une défaillance de ses éléments combustibles, avec émission de produits de fission gazeux dans l'air ambiant. L'accident a entraîné la mort de 9 membres d'équipage et a fait 83 blessés.

## Développement et premières oppositions au nucléaire

Nombre de réacteurs électriques civils à fission en production et en construction, au cours de la période 1960 à 2021.

La capacité nucléaire installée à travers le monde a augmenté relativement rapidement à ses débuts, passant de moins de 1 gigawatt (GW) en 1960 à 100 GW à la fin des années 1970 et à 300 GW à la fin des années 1980. Depuis, la capacité mondiale a augmenté beaucoup plus lentement, pour atteindre 366 GW en 2005. Sur la période allant de 1970 a 1990, plus de 50 GW de capacité étaient en construction (avec un pic à plus de 150 GW à la fin des années 1970 et au début des années 1980). En 2005, environ 25 GW de capacité supplémentaire étaient prévus. Plus des deux tiers de toutes les centrales nucléaires commandées après janvier 1970 ont finalement été annulées. Rien qu'aux États-Unis, un total de 63 unités nucléaires ont été annulées entre 1975 et 1980.
En 1972, Alvin Weinberg, co-inventeur du concept du réacteur à eau légère (les réacteurs nucléaires les plus utilisés aujourd'hui) avait été licencié de son travail au Laboratoire national d'Oak Ridge par l'administration Nixon, pour avoir (entre autres) soulevé des inquiétudes au sujet de la sécurité et de la sagesse d'une augmentation toujours plus importante de la puissance du réacteur, en particulier au-dessus d'une puissance nominale d'environ 500 MWe. En effet, dans un scénario d'accident de perte de liquide de refroidissement, la chaleur produite par les désintégrations générées dans de tels cœurs à combustible solide compacts était considérée comme étant au-delà des capacités de refroidissement par convection passive / naturelle qui permettrait d'empêcher une fusion rapide des crayons de combustible, et entraînerait alors la possibilité d'un panache de produits de fission radioactifs de grande envergure. Bien qu'il considérât le LWR, qui était bien adapté en mer pour la flotte sous-marine et navale, Weinberg ne soutenait pas totalement son utilisation pour des installations terrestres, aux puissances de sortie qu'elles nécessitaient, pour des raisons d'échelle d'approvisionnement. En contrepartie, il demandait une plus grande part du financement de la recherche de l'AEC pour faire évoluer le concept du réacteur expérimental à sels fondus, dont son équipe avait démontré qu'il conférait une plus grande sécurité inhérente à ce type d'accident, ce qui permettait d'envisager un plus grand potentiel de croissance économique pour le marché de la production d'électricité civile à grande échelle,,.
D'une façon similaire aux expériences antérieures sur la sécurité du réacteur BORAX (menées par le Laboratoire national d'Argonne), en 1976 le Laboratoire national de l'Idaho avait  lancé un programme de test axé sur les réacteurs LWR soumis à divers scénarios d'accident. Le but était de comprendre la progression des événements et d'alléger les étapes nécessaires pour répondre à une défaillance d'un ou plusieurs des différents systèmes. Une grande partie de la redondance des équipements de sécurité et des réglementations nucléaires sont tirées de ces séries d'enquêtes à essais destructifs.
Au cours des années 1970 et 1980, la hausse des coûts économiques (liée à l'allongement des délais de construction dus en grande partie à des changements de réglementations et à des litiges par des groupes de pression) et la baisse des prix des combustibles fossiles ont rendu les nouvelles centrales nucléaires (alors en cours de construction) moins attrayantes. Dans les années 1980 aux États-Unis et dans les années 1990 en Europe, la faible croissance des réseaux électriques et la libéralisation des marchés de l'électricité ont également rendu économiquement peu attrayants tout ajout de nouveaux grands générateurs d'énergie de base.

La production d'électricité en France, autrefois dominée par les combustibles fossiles, est dominée par le nucléaire depuis le début des années 1980, et une grande partie de cette électricité est exportée vers les pays voisins.

La crise pétrolière de 1973 a eu un effet significatif sur certains pays, tels que la France et le Japon qui avaient davantage compté sur le pétrole pour la production d'électricité (39 % et 73 % respectivement), les poussant à investir dans l'énergie nucléaire. Le plan français, connu sous le nom de plan Messmer, était pour l'indépendance totale vis-à-vis du pétrole. Il était prévu de construire 80 réacteurs d'ici 1985 et 170 d'ici 2000. La France construira finalement 25 centrales électriques à fission, installant 56 réacteurs, principalement des réacteurs à eau pressurisée (REP), au cours des 15 prochaines années, mais elle renonça aux 100 réacteurs initialement prévus pour les années 1990,. En 2019, 71 % de l'électricité française était produite par 58 réacteurs, ce qui était le pourcentage le plus élevé de tous les pays du monde.
Quelques oppositions locales à l'énergie nucléaire sont apparues aux États-Unis au début des années 1960, à commencer par un projet de centrale en 1958 dans la baie de Bodega en Californie, qui avait provoqué des conflits avec les citoyens locaux. Ils se sont finalement terminés par l'abandon du projet en 1964. À la fin des années 1960, certains membres de la communauté scientifique ont commencé à exprimer des inquiétudes pertinentes. Ces préoccupations antinucléaires concernaient les accidents nucléaires, la prolifération nucléaire, le terrorisme nucléaire et l'élimination des déchets radioactifs. Au début des années 1970, il y a eu de grandes protestations à l'encontre d'un projet de centrale nucléaire à Wyhl, en Allemagne. Le projet a été annulé en 1975, et le succès des antinucléaires a inspiré une opposition contre l'énergie nucléaire dans d'autres régions de l'Europe et de l'Amérique du Nord,. Au milieu des années 1970, l'activisme antinucléaire gagnait en popularité et en influence, et l'énergie nucléaire commencait à devenir un sujet majeur de la protestation publique,. Dans certains pays, le conflit nucléaire « a atteint une intensité sans précédent dans l'histoire des controverses technologiques »,. En mai 1979, environ 70 000 personnes, dont le gouverneur de la Californie Jerry Brown, ont participé à une marche contre l'énergie nucléaire à Washington, DC. Des groupes antinucléaires sont ensuite apparus dans tous les pays qui avaient un programme d'énergie nucléaire.
Sur le plan mondial, un nouveau réacteur nucléaire démarrait tous les 17 jours en moyenne durant les années 1980.

## Réglementation, tarification et accidents
Au début des années 1970, l'hostilité croissante du public américain à l'égard de l'énergie nucléaire avait conduit la Commission de l'énergie atomique des États-Unis, puis la Commission de réglementation nucléaire des États-Unis, à rallonger les démarches pour obtenir une licence, à durcir les réglementations techniques et à augmenter les exigences en matière d'équipements de sécurité,. En plus des augmentations (relativement faible en termes de pourcentage) de la quantité totale d'acier, de tuyauterie, de câblage et de béton par unité de puissance nominale installée, les changements les plus notables apportés au cycle réglementaire des audiences publiques concernant l'octroi des permis de construire, ont rallongé le délai entre le lancement du projet et la première coulée de béton. Ce délai est passé de 16 mois en 1967, à 32 mois en 1972, puis à 54 mois en 1980, ce qui a finalement quadruplé le prix des réacteurs nucléaires,.
Le nombre de propositions de centrales nucléaires par des fournisseurs de services publics américains a culminé en 1974 à 52, mais est ensuite retombé à 12 en 1976 et ne s'est jamais rétabli, en grande partie en raison de la stratégie de groupes de pression, consistant à lancer des poursuites contre toutes les propositions de nouvelle construction, et obligeant les fournisseurs privés à se retrouver devant les tribunaux pendant des années. L'une de ces propositions a même atteint la Cour suprême en 1978 (voir Vermont Yankee Nuclear Power Corp. v. Natural Resources Defense Council, Inc.). L'autorisation de construction d'une centrale nucléaire prenant finalement plus de temps que dans les autres pays industrialisés, la situation à laquelle ont été confrontés les fournisseurs, qui devait payer des intérêts sur des prêts à la construction alors que le mouvement antinucléaire utilisait le système juridique pour provoquer des délais, rendait de plus en plus incertaine la viabilité du financement d'une nouvelle centrale. À la fin des années 1970, il était devenu évident que l'énergie nucléaire ne connaîtrait pas une croissance aussi spectaculaire que ce qu'on avait cru initialement.
Plus de 120 propositions de réacteurs ont finalement été annulées aux États-Unis et la construction de nouvelles centrales a été interrompue. Un article qui a fait la une du magazine Forbes le 11 février 1985 commentait l'échec global du programme nucléaire américain en affirmant qu'il « constitue le plus grand désastre managérial de l'histoire des affaires ».
Selon certains commentateurs, l'accident de Three Mile Island (TMI) en 1979 a joué un rôle majeur dans la réduction du nombre de nouvelles constructions de centrales dans de nombreux autres pays. Selon la Commission de réglementation nucléaire des États-Unis (en anglais : Nuclear Regulatory Commission, ou NRC), l'accident de Three Mile Island a été l'accident le plus grave de « l'histoire de l'exploitation des centrales nucléaires commerciales aux États-Unis, même s'il n'a entraîné ni décès ni blessés parmi les travailleurs de la centrale ou les membres de la communauté locale ». L'incertitude et les retards dus à la réglementation ont finalement entraîné une escalade de la dette liée à la construction, ce qui a conduit à la faillite de Public Service Company of New Hampshire, le propriétaire de fournisseurs de services publics principal de Seabrook. À l'époque, c'était la quatrième plus grande faillite de l'histoire des entreprises aux États-Unis.
Pour l'ingénierie américaine, les augmentations de coûts liées à la mise en œuvre des modifications réglementaires résultant de l'accident de TMI ne représentaient, une fois finalisées, que quelques pourcents du coût de construction global des nouveaux réacteurs. Ils étaient principalement liés à la prévention de la désactivation des systèmes de sécurité. Les résultats techniques les plus importants de l'accident de TMI ont été la reconnaissance qu'une meilleure formation des opérateurs était nécessaire et que le système de refroidissement d'urgence du cœur des REP fonctionnait mieux dans une situation d'urgence réelle que ce que les membres du mouvement antinucléaire avaient régulièrement affirmé,.
Le ralentissement du rythme des nouvelles constructions ainsi que la fermeture dans les années 1980 de deux centrales nucléaires de démonstration dans la vallée du Tennessee, aux États-Unis, lorsqu'elles n'ont plus répondu économiquement aux nouvelles normes plus strictes de la NRC, ont déplacé la production d'électricité vers les centrales au charbon. En 1977, à la suite du premier choc pétrolier, le président américain Jimmy Carter prononcait un discours qui qualifiait la crise énergétique d'« équivalent moral d'une guerre » et soutenait de manière proéminente l'énergie nucléaire. Cependant, l'énergie nucléaire ne pouvait plus rivaliser avec le pétrole et le gaz bon marché, en particulier après que l'opposition publique et les obstacles réglementaires ont contribué au coût exorbitant du nouveau nucléaire.
En 1982, alors que des protestations contre la construction du premier réacteur surgénérateur de taille commerciale en France étaient en cours, un futur membre du Parti vert suisse a tiré cinq grenades propulsées par un lance-roquette RPG-7 sur l'enceinte de confinement encore en cours de construction du réacteur Superphénix. Deux grenades ont touché la coque extérieure en béton armé et ont causé des dommages mineurs. C'était la première fois que des protestations atteignaient de tels sommets. Après examen des dommages superficiels, le prototype de réacteur surgénérateur à neutrons rapides a finalement démarré et a fonctionné pendant plus d'une décennie.

## Catastrophe de Tchernobyl

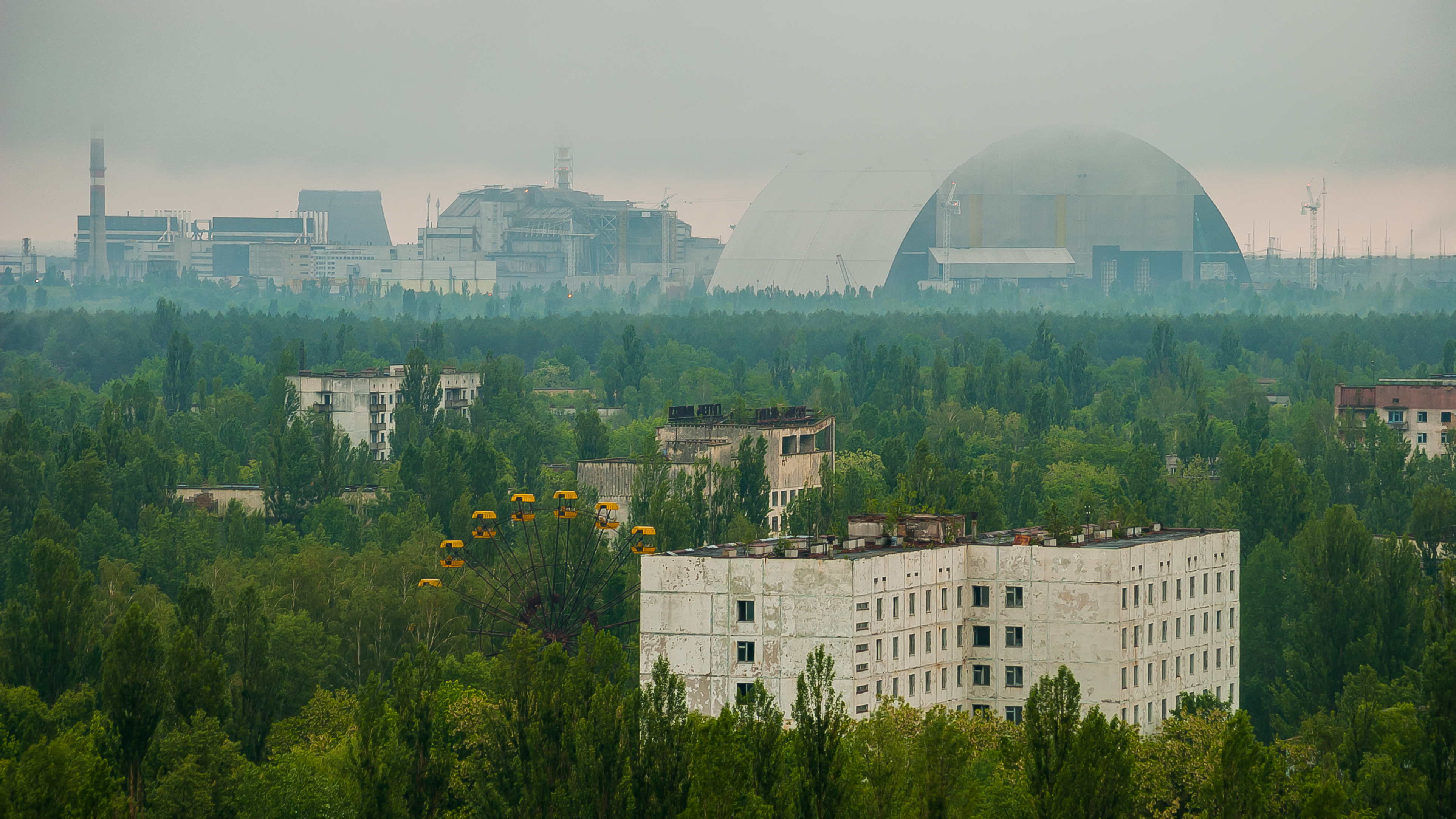
La ville de Pripyat abandonnée depuis 1986, avec la centrale de Tchernobyl et l'enceinte de confinement du sarcophage du réacteur au loin.

La catastrophe de Tchernobyl s'est produite le samedi 26 avril 1986, au réacteur No. 4 de la centrale nucléaire de Tchernobyl, près de la ville de Pripyat, au nord de la RSS d'Ukraine. Elle est considérée comme la pire catastrophe nucléaire de l'histoire, tant en termes de coûts que de pertes humaines. L'intervention d'urgence initiale, ainsi que la décontamination de l'environnement qui s'est ensuivie, ont finalement impliqué plus de 500 000 personnes et ont coûté environ 18 milliards de roubles soviétiques (environ 68 milliards de dollars de 2019, corrigé de l'inflation),.
D'après certains commentateurs, la catastrophe de Tchernobyl a joué un rôle majeur dans la réduction du nombre de nouvelles constructions de centrales nucléaires dans de nombreux autres pays. Contrairement à l'accident de Three Mile Island, l'accident de Tchernobyl, bien qu'ayant été beaucoup plus grave, n'a pas augmenté les réglementations ou les modifications techniques affectant les réacteurs occidentaux, car la conception de type RBMK, qui manquait de systèmes de sécurité telles que des enceintes de confinement « robustes », n'était utilisée qu'en Union soviétique. Plus de 10 réacteurs RBMK sont toujours en service aujourd'hui. Cependant, des modifications ont été apportées à la fois aux réacteurs RBMK eux-mêmes (utilisation d'un enrichissement plus sûr de l'uranium) et à leur système de contrôle (empêchant la désactivation des systèmes de sécurité), entre autres choses, pour limiter le risque d'un accident similaire. La Russie s'appuie désormais largement sur la construction et l'exportation d'une variante du PWR, le VVER, avec plus de 20 centrales en service aujourd'hui.
Une organisation internationale visant à promouvoir la sensibilisation à la sécurité ainsi que le développement professionnel des opérateurs dans les installations nucléaires, l'Association mondiale des opérateurs nucléaires (en anglais : World Association of Nuclear Operators, ou WANO), a été créée à la suite de l'accident de Tchernobyl de 1986. L'organisation a été créée avec l'intention de partager et de développer l'adoption de la culture, de la technologie et de la communauté de la sûreté nucléaire, là où régnait auparavant une atmosphère de secret de guerre froide.
De nombreux pays, dont l'Autriche (1978), la Suède (1980) et l'Italie (1987), influencés par Tchernobyl, ont voté par référendums pour s'opposer ou éliminer progressivement l'énergie nucléaire.

## Renaissance du nucléaire
Pour des raisons techniques, il est temporairement impossible d'afficher le graphique qui aurait dû être présenté ici.

Au début des années 2000, l'industrie nucléaire s'attendait à une renaissance et à une augmentation de la construction de nouveaux réacteurs, en raison des inquiétudes concernant les émissions de dioxyde de carbone. Cependant, en 2009, Petteri Tiippana, le directeur de la division des centrales nucléaires de l'Autorité finlandaise de radioprotection et de sûreté nucléaire, a déclaré à la BBC qu'il était devenu difficile de livrer un projet de réacteur de génération III dans les délais, car les constructeurs n'étaient plus habitués à travailler avec rigueur, tel que celle exigée par les normes sur les chantiers nucléaires, en raison du faible nombre de nouveaux réacteurs qui avaient été mis en chantier ces dernières années.

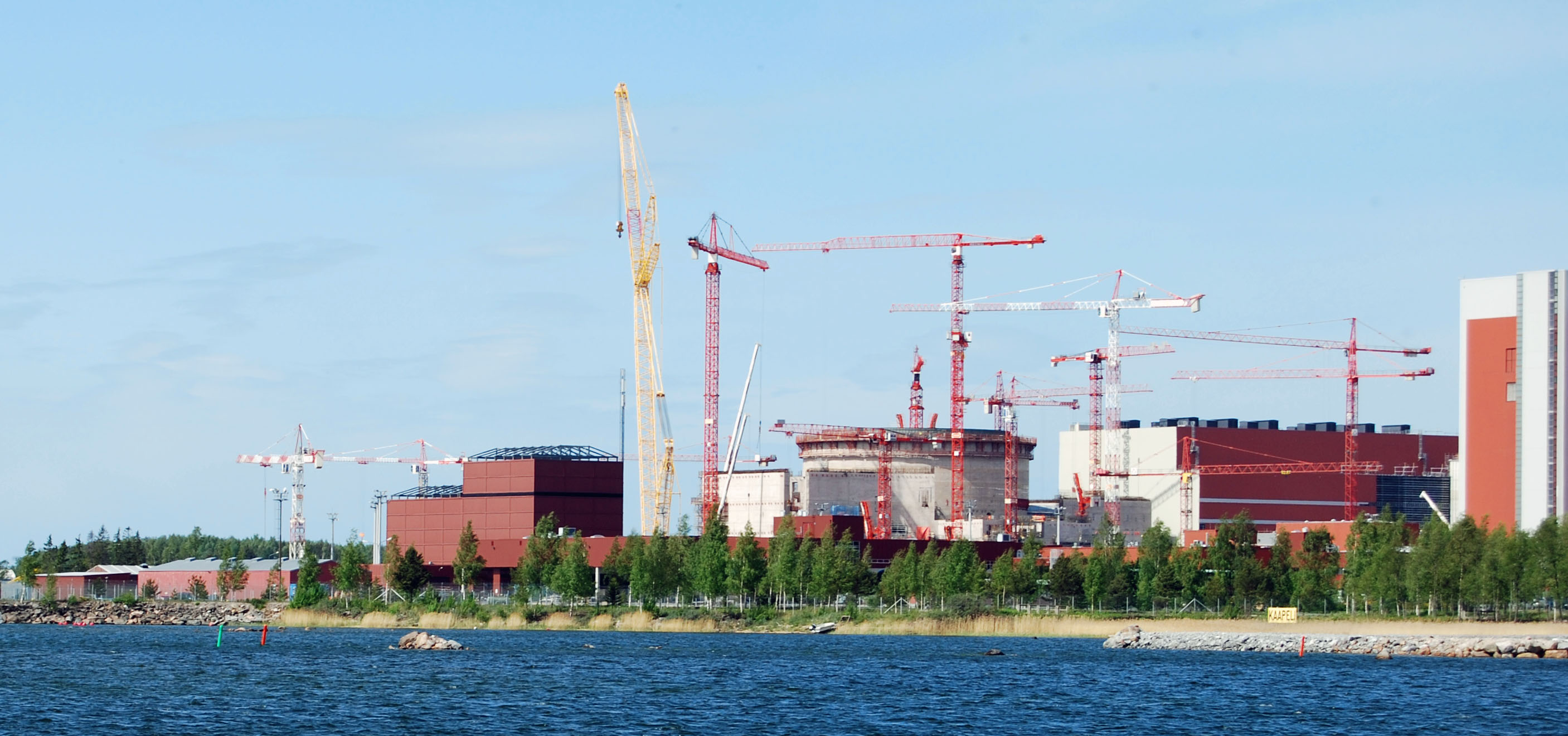
Olkiluoto 3, en cours de construction en 2009, a été le premier EPR (une conception modernisée du type REP) en construction.

L'Olkiluoto 3 a été le premier réacteur de type EPR (une conception modernisée du REP) à démarrer la construction. Des problèmes de fabrication et de supervision ont entraîné des retards coûteux. Le coût final du réacteur est estimé à trois fois le budget initial et il sera livré avec plus de 10 ans de retard.
En 2018, l'étude du MIT Energy Initiative sur l'avenir de l'énergie nucléaire avait conclu qu'une normalisation internationale des réglementations devait avoir lieu afin que puisse débuter une renaissance mondiale, avec une évolution vers la fabrication en série d'unités standardisées apparentées au domaine de l'ingénierie des aéronefs et de l'aviation, lui-même tout aussi complexe. Cette conclusion avait été faite en parallèle à la forte suggestion que le gouvernement devrait soutenir financièrement le développement et la démonstration de nouvelles technologies nucléaires de génération IV.
À l'heure actuelle, il est courant qu'un pays exige des modifications sur mesure d'un concept de réacteur afin de satisfaire les organismes de réglementation nationaux, souvent au profit des entreprises nationales de fourniture d'ingénierie. Le rapport poursuivait en notant que les projets les plus rentables avaient été construits avec plusieurs (jusqu'à six) réacteurs par site en utilisant une conception standardisée, avec les mêmes fournisseurs de composants et les mêmes équipes de construction travaillant sur chaque unité, dans un flux de travail continu.

## Catastrophe de Fukushima Daiichi
À la suite du tremblement de terre de Tōhoku du 11 mars 2011 au large des côtes japonaises, l'un des plus puissants jamais enregistrés, et du tsunami qui s'est ensuivi, la centrale nucléaire de Fukushima Daiichi a dû faire face à trois fusions du cœur d'un réacteur en raison de la défaillance du système de refroidissement d'urgence par manque d'approvisionnement en électricité. Ceci a entraîné l'accident nucléaire le plus grave depuis la catastrophe de Tchernobyl.
L'accident de Fukushima Daiichi a initié un réexamen de la politique de sûreté nucléaire et de l'énergie nucléaire en général dans de nombreux pays. Il a également soulevé des questions parmi certains commentateurs sur l'avenir de la renaissance nucléaire,. L'Allemagne a validé son intention de fermer tous ses réacteurs nucléaires d'ici 2022. Les projets italiens d'énergie nucléaire ont pris fin lorsque l'Italie a interdit la production, mais pas la consommation, d'électricité nucléaire lors d'un référendum en juin 2011,. La Chine, la Suisse, Israël, la Malaisie, la Thaïlande, le Royaume-Uni et les Philippines ont passé en revue leurs programmes électronucléaires,,,.
En 2011, l'Agence internationale de l'énergie a réduit de moitié ses estimations précédentes de la nouvelle capacité de production à être construite d'ici 2035,. La production d'énergie nucléaire a connu la plus forte baisse jamais enregistrée d'une année sur l'autre en 2012, les centrales nucléaires ayant produit 2 346 TWh d'électricité dans le monde, soit une baisse de 7 % par rapport à 2011. Ceci a été principalement dû au fait que la majorité des réacteurs japonais sont restés déconnectés du réseau cette année-là et à la fermeture permanente de huit réacteurs en Allemagne.

## L'après Fukushima

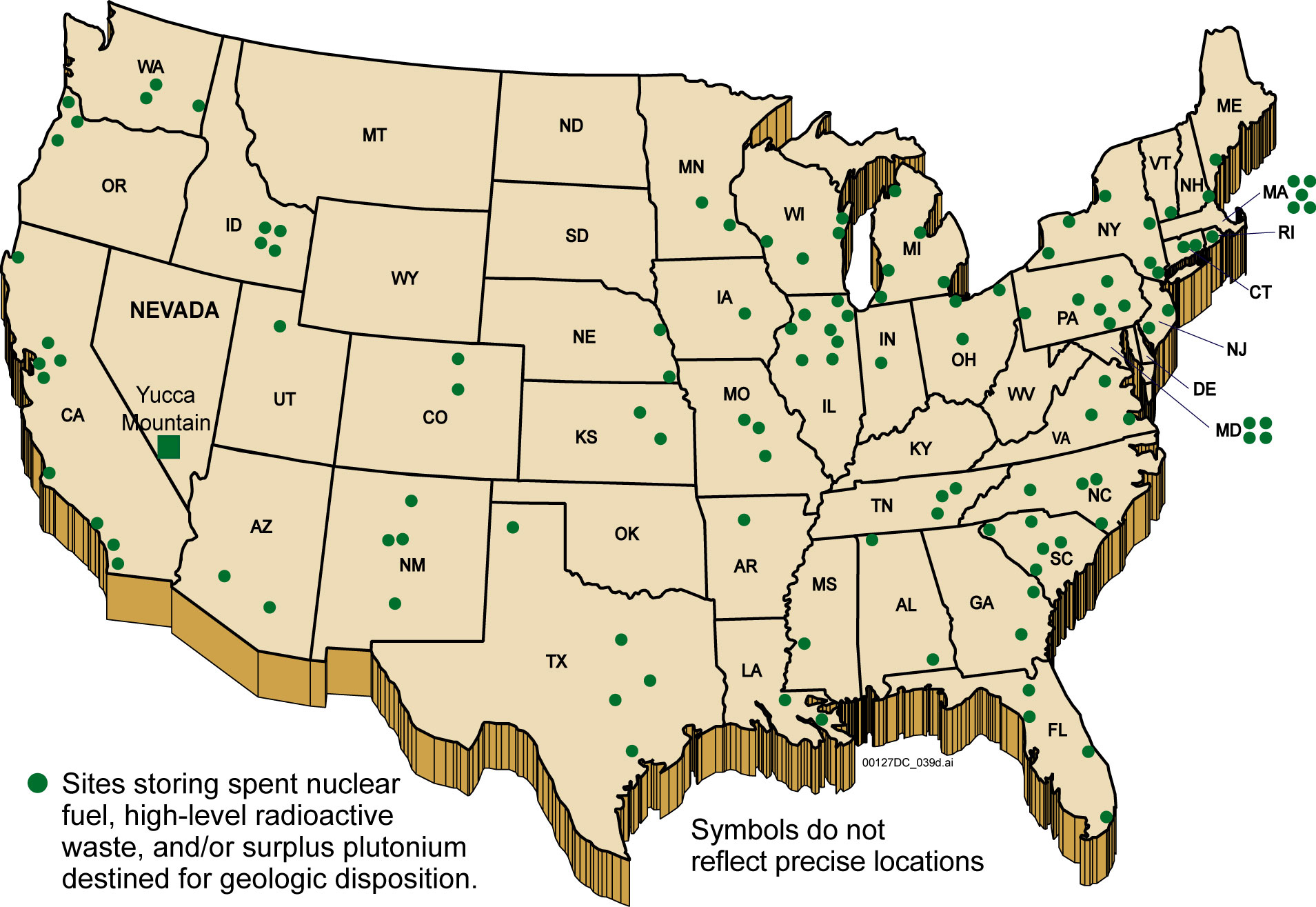
Les emplacements (principalement ceux adjacents aux réacteurs déclassés et opérationnels) à travers les États-Unis où des déchets nucléaires sont stockés, ainsi que le dépôt de déchets nucléaires prévu dans la montagne de Yucca, au Nevada.

En 2011, s'agissant de la sécurité et de la survie de la jeune centrale nucléaire d'Onagawa (le site nucléaire le plus proche de l'épicentre et qui se trouve sur la côte), l'Associated Press et Reuters ont émis une suggestion qui démontre qu'il est possible pour des installations nucléaires de résister aux plus grandes catastrophes naturelles. La centrale d'Onagawa a également montré que l'énergie nucléaire pouvait conserver la confiance du public, les habitants survivants de la ville d'Onagawa s'étant réfugiés dans le gymnase du site nucléaire après la destruction de leur ville,.
En février 2012, la NRC américaine a approuvé la construction de 2 réacteurs sur le site de Vogtle, la première approbation depuis 30 ans,.
En août 2015, après 4 ans sans quasiment aucune production d'électricité par fission nucléaire, le Japon a commencé à redémarrer ses réacteurs, une fois les mises à niveau de sécurité terminées. La première a été la centrale nucléaire de Sendai.
En 2015, les perspectives de l'AIEA concernant l'énergie nucléaire étaient devenues plus prometteuses. « L'énergie nucléaire est un élément essentiel pour limiter les émissions de gaz à effet de serre », avait noté l'agence. De même, « les perspectives de l'énergie nucléaire restent positives à moyen et à long terme malgré un impact négatif dans certains pays à la suite de l'accident [de Fukushima-Daiichi] ... elle représente toujours la deuxième source mondiale d'électricité à faible émission de carbone. Et les 72 réacteurs en construction au début de l'année dernière correspondaient au nombre le plus élevé depuis 25 ans. » En 2015, la tendance mondiale était que les nouvelles centrales nucléaires mises en service étaient contrebalancées par le nombre de centrales anciennes que l'on arrêtait. Huit nouvelles connexions au réseau ont été achevées par la Chine en 2015,.
En 2016, le surgénérateur russe à neutrons rapides refroidi au sodium BN-800 a commencé à produire de l'électricité à usage commercial. Bien que les plans pour un BN-1200 aient été initialement réalisés, l'avenir du programme russe de réacteurs à neutrons rapides est en attente des résultats de MBIR, un réacteur de recherche de génération multi-boucle en cours de construction et qui devrait tester des caloporteurs chimiquement plus inertes, tels que le plomb, le plomb-bismuth et des gaz. Il devrait également fonctionner avec du combustible recyclé MOX (un mixte d'oxydes d'uranium et de plutonium). Une installation de traitement pyrochimique à cycle fermé du combustible est prévu sur le site pour recycler le combustible usé (les « déchets ») et pour diminuer le besoin en exploration et en extraction de l'uranium. Le programme de fabrication du réacteur a débuté en 2017 et l'installation est ouverte à la collaboration dans le cadre du « Projet international sur les réacteurs nucléaires et les cycles du combustible nucléaire innovants » (INPRO). Son calendrier de construction comprend un démarrage opérationnel en 2020. Tel qu'il est prévu, il sera le réacteur de recherche le plus puissant au monde.
En 2015, le gouvernement japonais s'est engagé à redémarrer son parc de 40 réacteurs d'ici 2030, après une remise à niveau des systèmes de sécurité, et à terminer la construction de la centrale nucléaire de génération III d'Ōma. Cela signifierait qu'environ 20 % de l'électricité proviendrait du nucléaire d'ici 2030. Depuis 2018, quelques réacteurs ont redémarré leur exploitation commerciale après des inspections et des mises à niveau aux nouvelles réglementations. Alors que la Corée du Sud possède une industrie nucléaire importante, le nouveau gouvernement de 2017, influencé par un mouvement anti-nucléaire actif, s'est engagé à arrêter le développement du nucléaire après l'achèvement des installations actuellement en cours de construction,,.
La faillite de Westinghouse en mars 2017 en raison d'une perte de 9 milliards de dollars à la suite de l'arrêt de la construction de la centrale nucléaire Virgil C. Summer aux États-Unis, est considérée comme un avantage pour les entreprises de l'Est en ce qui concerne le futur de l'exportation et de la conception du combustible et des réacteurs nucléaires.
Pour des raisons techniques, il est temporairement impossible d'afficher le graphique qui aurait dû être présenté ici.

En 2016, l'Agence d'information sur l'énergie des États-Unis a projeté, dans le cadre de son « scénario de base » que la production mondiale d'énergie nucléaire passerait de 2 344 térawatts-heure (TWh) en 2012 à 4 500 TWh en 2040. La plus grande partie de l'augmentation prévue devait se produire en Asie. En 2018, plus de 150 réacteurs nucléaires étaient prévus, dont 50 en construction. En janvier 2019, la Chine comptait 45 réacteurs en exploitation, 13 en construction et prévoit d'en construire 43 autres, ce qui en ferait le plus grand producteur d'électricité nucléaire au monde.

## Perspectives actuelles

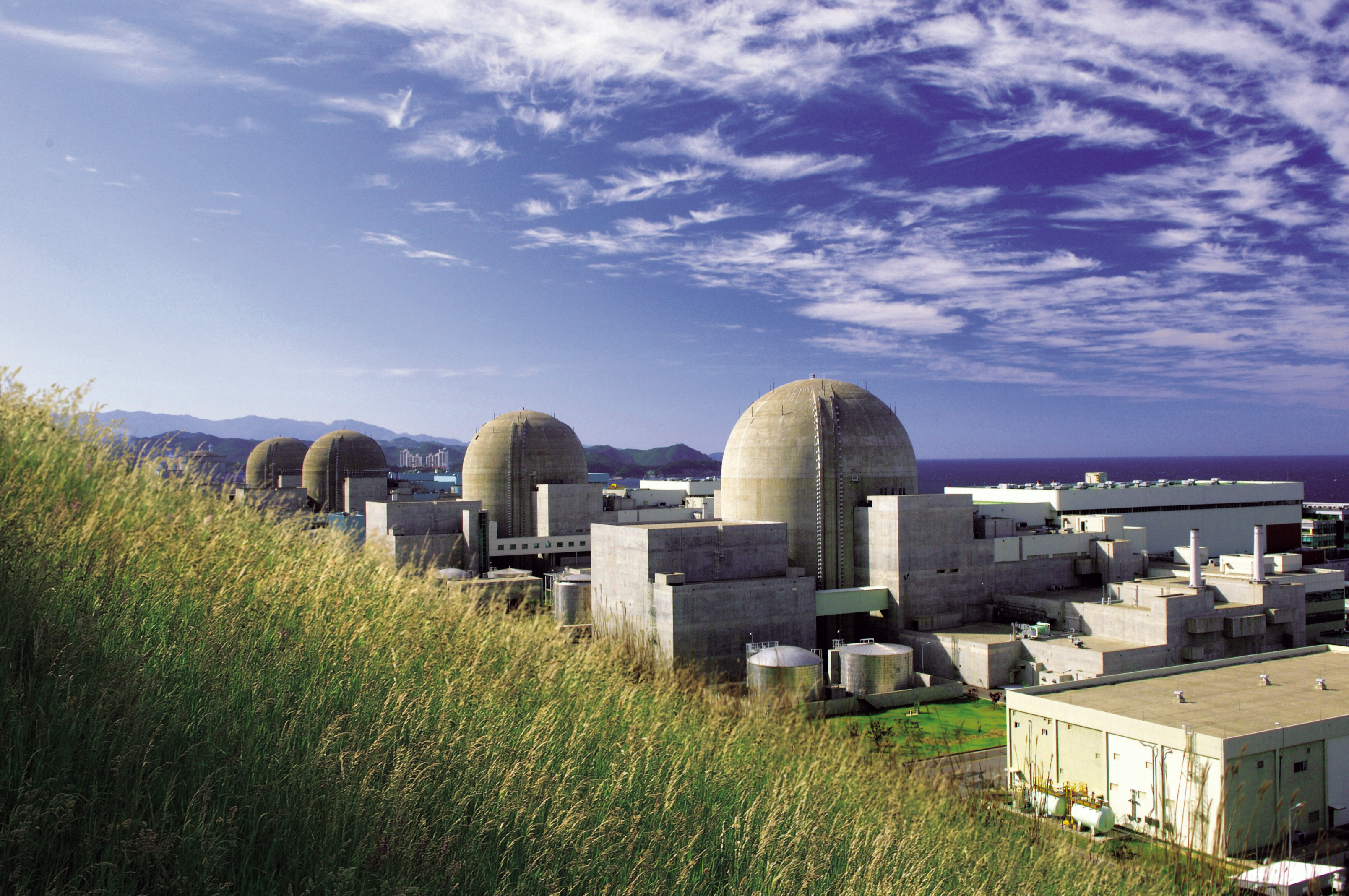
La centrale nucléaire de Hanul en Corée du Sud, l'une des plus grandes centrales nucléaires au monde, utilise des réacteurs APR-1400 de génération III conçus localement.

L'énergie nucléaire à zéro émission de carbone est un élément important de l'effort pour atténuer le changement climatique. Selon le scénario de développement durable de l'AIE pour 2030, l'énergie nucléaire et le captage du carbone auraient généré 3 900 TWh dans le monde, alors que l'éolien et le solaire auraient généré 8 100 TWh avec pour ambition d'atteindre des  émission nette de CO2 nulles d'ici 2070. Pour atteindre cet objectif, 15 GWe de puissance nucléaire auraient dû être ajoutés en moyenne chaque année. En 2019, plus de 60 GW de nouvelles centrales nucléaires étaient en cours de construction, principalement en Chine, en Russie, en Corée du Sud, en Inde et aux Émirats arabes unis. De nombreux pays envisagent des petits réacteurs modulaires, dont un en Russie a été connecté au réseau en 2020.
La liste des pays ayant au moins une centrale nucléaire en phase de planification comporte entre autres l'Argentine, le Brésil, la Bulgarie, la République tchèque, l'Égypte, la Finlande, la Hongrie, l'Inde, le Kazakhstan, la Pologne, l'Arabie saoudite et l'Ouzbékistan.
Le futur de l'énergie nucléaire varie considérablement d'un pays à l'autre, selon les politiques gouvernementales. Certains pays, dont notamment l'Allemagne, ont adopté des politiques de sortie du nucléaire. Dans le même temps, des pays asiatiques, comme la Chine et l'Inde, se sont engagés pour une expansion rapide de leur énergie nucléaire. Dans d'autres pays, comme le Royaume-Uni et les États-Unis, le nucléaire devrait faire partie du mix énergétique avec les énergies renouvelables.
L'énergie nucléaire pourrait être une solution pour fournir une énergie propre tout en inversant l'impact des combustibles fossiles sur notre climat. Ces centrales pourraient capturer le dioxyde de carbone et créer une source d'énergie propre, sans émission, ce qui rendrait le processus absorbeur de carbone. Les scientifiques proposent que 1,8 million de vies auraient déjà été sauvées par le remplacement des sources de combustibles fossiles par l'énergie nucléaire.
Depuis 2019, le coût du prolongement de la durée de vie des centrales nucléaires est compétitif par rapport aux autres technologies de production d'électricité, y compris les nouveaux projets solaires et éoliens. Aux États-Unis, les licences de près de la moitié des réacteurs nucléaires en exploitation ont été prolongées jusqu'à 60 ans. La Commission de réglementation nucléaire et le département de l'Énergie des États-Unis ont lancé des études sur la durabilité des réacteurs à eau légère. On espère qu'elles conduiront à autoriser des extensions des licences des réacteurs au-delà de 60 ans, à condition que la sécurité puisse être maintenue. Ceci permettrait d'accroître la sécurité énergétique et de préserver des sources de production à faible émission de carbone. Des recherches sur des réacteurs nucléaires pouvant durer 100 ans, connus sous le nom de réacteurs Centurion, sont en cours. En 2020, certaines centrales nucléaires américaines ont déjà été autorisées par la Commission de réglementation nucléaire pour rester opérationnelles jusqu'à 80 ans.